# Laragne-Montéglin
Laragne-Montéglin (en provençal vivaro-alpin L'Aranha-Montaiglin) est une commune française située dans le département des Hautes-Alpes en région Provence-Alpes-Côte d'Azur. La commune fait partie du parc naturel des Baronnies provençales créé en 2014.

## Géographie
Laragne-Montéglin  est à 125 km au sud de Grenoble, 150 km au nord de Marseille, 154 km à l'est de Valence et 208 km de Nice, au niveau local Laragne-Montéglin est situé à 41 km au sud de Gap et 17 km au nord de Sisteron.
Elle bénéficie du microclimat de la vallée du Buëch, à la fois alpin et ensoleillé, Laragne-Montéglin est un gros bourg d'allure provençale, comme le prouve sa place plantée de platanes, ses cafés, son imposante fontaine.

### Géologie
Lors des deux dernières grandes glaciations, la glaciation de Riss et la glaciation de Würm, le glacier de la Durance connaît une grande extension et une diffluence recouvre entièrement la commune. Le glacier de Würm est moins étendu et ne parvient pas à Laragne.

### Transports
La commune est dotée d'une gare ferroviaire desservie par les TER de la relation Marseille - Briançon. La commune est desservie par la ligne de bus no 43 (Laragne - Mévouillon).
La commune est aussi traversée par la route départementale RD 1075, ancienne route nationale 75.

### Climat
Pour des articles plus généraux, voir Climat de Provence-Alpes-Côte d'Azur et Climat des Hautes-Alpes.
En 2010, le climat de la commune est de type climat méditerranéen altéré, selon une étude du Centre national de la recherche scientifique s'appuyant sur une série de données couvrant la période 1971-2000. En 2020, Météo-France publie une typologie des climats de la France métropolitaine dans laquelle la commune est exposée à un climat de montagne ou de marges de montagne et est dans la région climatique Alpes du sud, caractérisée par une pluviométrie annuelle de 850 à 1 000 mm, minimale en été.
Pour la période 1971-2000, la température annuelle moyenne est de 11,1 °C, avec une amplitude thermique annuelle de 17,9 °C. Le cumul annuel moyen de précipitations est de 874 mm, avec 7,2 jours de précipitations en janvier et 4,7 jours en juillet. Pour la période 1991-2020, la température moyenne annuelle observée sur la station météorologique installée sur la commune est de 12,0 °C et le cumul annuel moyen de précipitations est de 813,8 mm. 
La température maximale relevée sur cette station est de 41,1 °C, atteinte le 28 juin 2019 ; la température minimale est de −17,4 °C, atteinte le 18 décembre 2010,,.
| Mois                                  | jan.           | fév.           | mars            | avril         | mai           | juin          | jui.          | août          | sep.          | oct.            | nov.             | déc.           | année      |
| ------------------------------------- | -------------- | -------------- | --------------- | ------------- | ------------- | ------------- | ------------- | ------------- | ------------- | --------------- | ---------------- | -------------- | ---------- |
| Température minimale moyenne (°C)     | −2,6           | −2,1           | 1               | 4,1           | 8             | 11,6          | 13,7          | 13,2          | 9,7           | 6,2             | 1,5              | −1,8           | 5,2        |
| Température moyenne (°C)              | 2,5            | 4,2            | 8,1             | 11,1          | 15,3          | 19,6          | 22,1          | 21,6          | 17,1          | 12,7            | 6,8              | 2,7            | 12         |
| Température maximale moyenne (°C)     | 7,6            | 10,5           | 15,1            | 18,2          | 22,6          | 27,5          | 30,5          | 29,9          | 24,5          | 19,1            | 12,1             | 7,2            | 18,7       |
| Record de froid (°C) date du record   | −15,7 12.01.10 | −16,1 06.02.12 | −12,6 01.03.05  | −5,5 08.04.21 | −0,8 07.05.19 | 2,7 01.06.06  | 6 16.07.00    | 5,6 31.08.10  | −0,7 27.09.20 | −4,5 31.10.1997 | −11,7 23.11.1999 | −17,4 18.12.10 | −17,4 2010 |
| Record de chaleur (°C) date du record | 20,6 10.01.15  | 24,3 24.02.20  | 26,6 25.03.1994 | 30,3 29.04.05 | 34,1 30.05.01 | 41,1 28.06.19 | 38,7 23.07.04 | 40,1 22.08.23 | 35,5 04.09.06 | 30,4 08.10.23   | 22,1 15.11.15    | 18 20.12.1993  | 41,1 2019  |
| Précipitations (mm)                   | 63,8           | 42,7           | 44,9            | 71,7          | 72            | 59,6          | 41,9          | 47,2          | 79,5          | 104             | 116,7            | 69,8           | 813,8      |

| Diagramme climatique                                  |              |           |             |         |              |              |              |             |            |              |             |
| J                                                     | F            | M         | A           | M       | J            | J            | A            | S           | O          | N            | D           |
| 7,6−2,663,8                                           | 10,5−2,142,7 | 15,1144,9 | 18,24,171,7 | 22,6872 | 27,511,659,6 | 30,513,741,9 | 29,913,247,2 | 24,59,779,5 | 19,16,2104 | 12,11,5116,7 | 7,2−1,869,8 |
| Moyennes : • Temp. maxi et mini °C • Précipitation mm |              |           |             |         |              |              |              |             |            |              |             |

Les paramètres climatiques de la commune ont été estimés pour le milieu du siècle (2041-2070) selon différents scénarios d'émission de gaz à effet de serre à partir des nouvelles projections climatiques de référence DRIAS-2020. Ils sont consultables sur un site dédié publié par Météo-France en novembre 2022.

## Urbanisme

### Typologie
Au 1er janvier 2024, Laragne-Montéglin est catégorisée bourg rural, selon la nouvelle grille communale de densité à 7 niveaux définie par l'Insee en 2022.
Elle appartient à l'unité urbaine de Laragne-Montéglin, une agglomération intra-départementale dont elle est ville-centre,. Par ailleurs la commune fait partie de l'aire d'attraction de Laragne-Montéglin, dont elle est la commune-centre,. Cette aire, qui regroupe 10 communes, est catégorisée dans les aires de moins de 50 000 habitants,.

### Occupation des sols
L'occupation des sols de la commune, telle qu'elle ressort de la base de données européenne d’occupation biophysique des sols Corine Land Cover (CLC), est marquée par l'importance des territoires agricoles (48,6 % en 2018), en diminution par rapport à 1990 (52,6 %). La répartition détaillée en 2018 est la suivante : 
zones agricoles hétérogènes (24,2 %), cultures permanentes (20,5 %), forêts (16,4 %), espaces ouverts, sans ou avec peu de végétation (13,7 %), milieux à végétation arbustive et/ou herbacée (13,4 %), zones urbanisées (7,5 %), terres arables (2,1 %), prairies (1,7 %), zones industrielles ou commerciales et réseaux de communication (0,5 %).
L'évolution de l’occupation des sols de la commune et de ses infrastructures peut être observée sur les différentes représentations cartographiques du territoire : la carte de Cassini (XVIIIe siècle), la carte d'état-major (1820-1866) et les cartes ou photos aériennes de l'IGN pour la période actuelle (1950 à aujourd'hui).

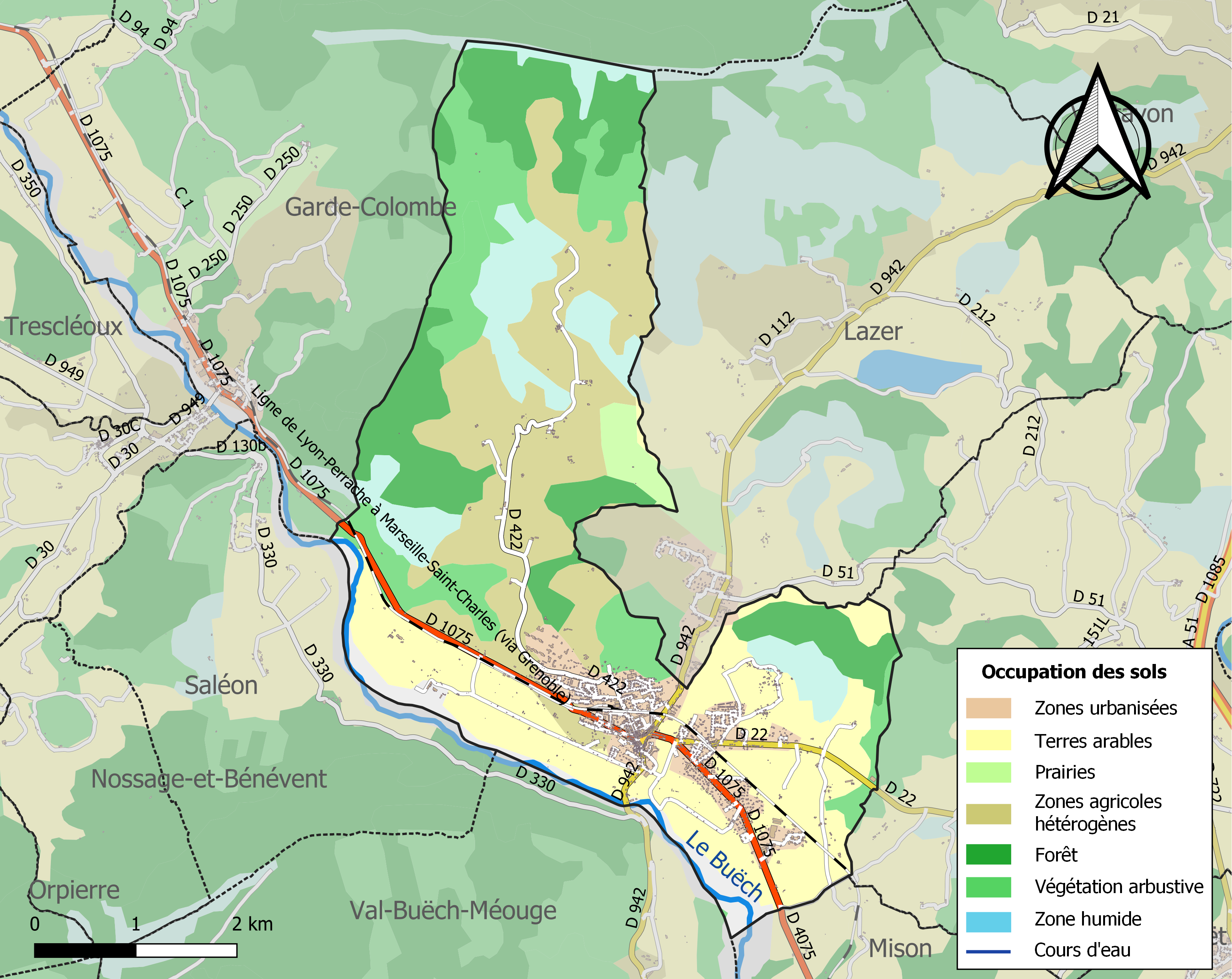
Carte de l'occupation des sols de la commune en 2018 (CLC).

## Économie
Loisirs : vol libre (montagne de Chabre) ; randonnées pédestres, équestres, cyclotouristes ou VTT (départ depuis les communes voisines) ; escalade (à proximité) ; sports nautiques.
Hébergement : 3 hôtels, 1 auberge, 1 camping.

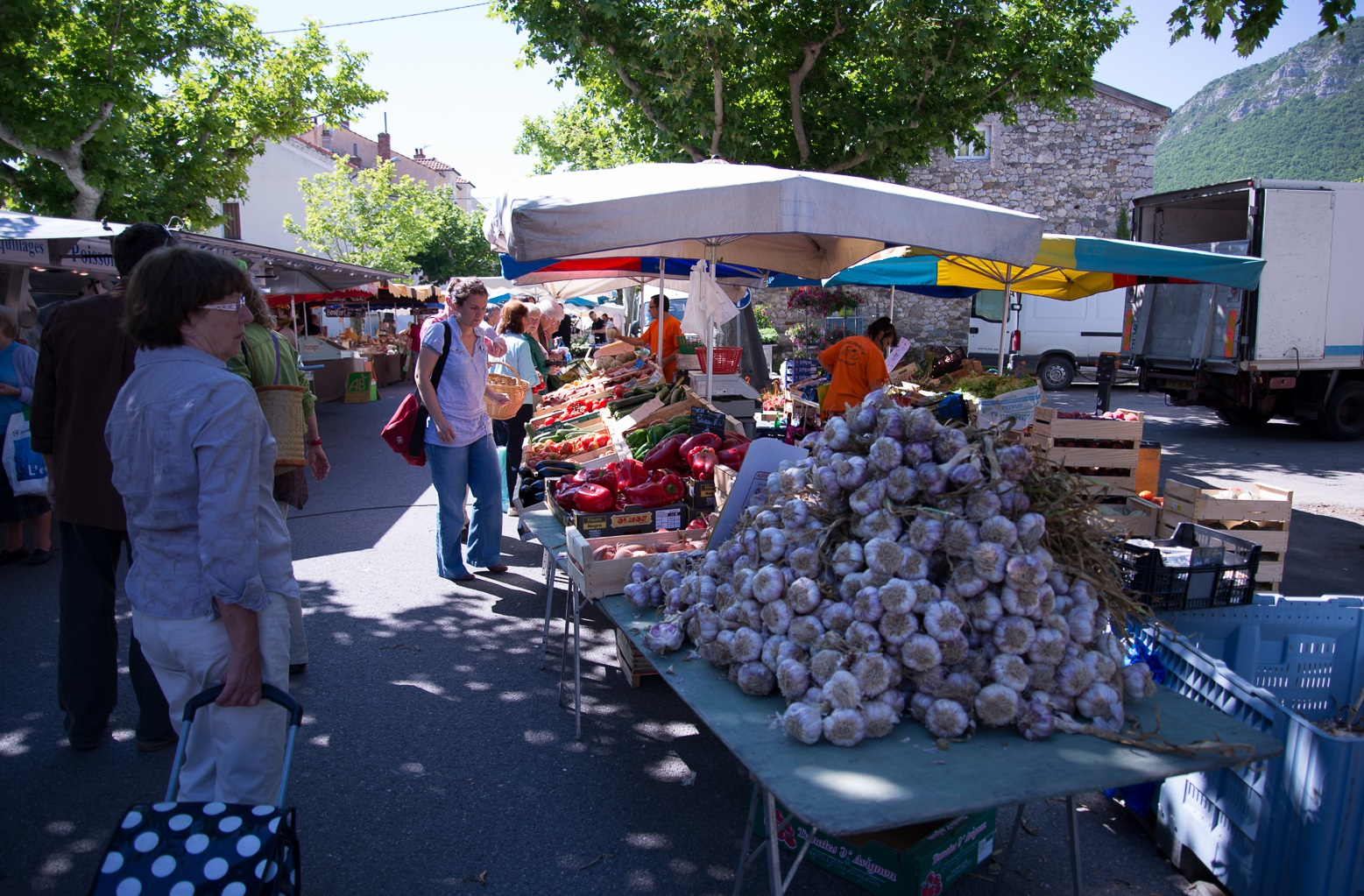
Marché à Laragne.

Productions locales : cultures fruitières, oliviers, ovins, miels, potage, coopérative agricole et fruitière, meunerie, salaisons, fromages.
Vie locale :
- foire le 1er jeudi de janvier et le 3e jeudi de mars (Carême), le 25 avril, le jeudi de la Fête-Dieu, le 2e jeudi de juillet, le jeudi avant l’Assomption, les jeudis avant la fête patronale et avant Noël, le 25 octobre, jeudi de la Saint-André ;
- fête de la semaine commerciale le 3e jeudi de septembre, 3e semaine de juillet ;
- équitation, piscine de plein air, camping ;
- artisanat : objets et jouets en bois, cadrans solaires ;
- société sportive, société de musique, office du tourisme.

Avec son hôtel de ville à la façade rose, Laragne-Montéglin est une petite ville, dotée de tous commerces ainsi que de nombreux cafés et d'une médiathèque. La vie culturelle à Laragne est dense, particulièrement durant la saison estivale : expositions, concerts, foires artisanales, conférences.
Chaque jeudi matin, le marché provençal investit les rues et présente de nombreux produits locaux (en particulier les fruits et légumes, dont les pommes de la vallée du Buëch et le fromage de banon dont celui de Laragne est médaillé d'Or).

## Toponymie
Laragne est attesté sous la forme Laranea en 1429 dans les archives de la ville de Sisteron.
L'Aranha en occitan haut-alpin.
Elle doit son nom à la présence d'une ancienne auberge à l’enseigne de l’Aragne (« l'araignée »).
Montéglin est attesté sous la forme latine Mons Ayglinus dès 1306 dans les archives du Dauphiné.
L'Aranha-Montaiglin en occitan vivaro-alpin.

## Histoire
Le nom du village vient de l’auberge établie à côté du relais de poste isolé établi ici au XVIe siècle. L’auberge était à l’enseigne de l’Aragne. Le village s’est établi autour, et a pris son nom, selon la légende.

## Politique et administration

### Budget et fiscalité 2014
En 2014, le budget de la commune était constitué ainsi :
- total des produits de fonctionnement : 3 131 000 €, soit 829 € par habitant ;
- total des charges de fonctionnement : 2 912 000 €, soit 771 € par habitant ;
- total des ressources d’investissement : 1 501 000 €, soit 397 € par habitant ;
- total des emplois d’investissement : 3 020 000 €, soit 799 € par habitant ;
- endettement : 2 658 000 €, soit 704 € par habitant.

Avec les taux de fiscalité suivants :
- taxe d’habitation : 6,28 % ;
- taxe foncière sur les propriétés bâties : 22,59 % ;
- taxe foncière sur les propriétés non bâties : 85,32 % ;
- taxe additionnelle à la taxe foncière sur les propriétés non bâties : 0,00 % ;
- cotisation foncière des entreprises : 0,00 %.

### Intercommunalité
Laragne-Montéglin fait partie :
- de 1995 à 2017, de la communauté de communes du Laragnais ;
- à partir du 1er janvier 2017, de la communauté de communes Sisteronais-Buëch.

## Population et société

### Démographie
En 2022 , la commune de Laragne-Montéglin comptait 3566 habitants. À partir du XXIe siècle, les recensements réels des communes de moins de 10 000 habitants ont lieu tous les cinq ans. Les autres « recensements » sont des estimations.
| 1793 | 1800 | 1806 | 1821 | 1831 | 1836 | 1841 | 1846 | 1851  |
| ---- | ---- | ---- | ---- | ---- | ---- | ---- | ---- | ----- |
| 648  | 608  | 770  | 698  | 859  | 855  | 793  | 904  | 1 001 |

| 1856 | 1861 | 1866 | 1872  | 1876  | 1881  | 1886  | 1891  | 1896  |
| ---- | ---- | ---- | ----- | ----- | ----- | ----- | ----- | ----- |
| 963  | 949  | 955  | 1 010 | 1 045 | 1 049 | 1 068 | 1 104 | 1 127 |

| 1901  | 1906  | 1911  | 1921  | 1926  | 1931  | 1936  | 1946  | 1954  |
| ----- | ----- | ----- | ----- | ----- | ----- | ----- | ----- | ----- |
| 1 163 | 1 212 | 1 290 | 1 160 | 1 255 | 1 333 | 1 401 | 1 516 | 1 929 |

| 1962  | 1968  | 1975  | 1982  | 1990  | 1999  | 2006  | 2008  | 2013  |
| ----- | ----- | ----- | ----- | ----- | ----- | ----- | ----- | ----- |
| 2 998 | 3 579 | 3 847 | 3 647 | 3 371 | 3 296 | 3 484 | 3 532 | 3 491 |

| 2018  | 2022  | - | - | - | - | - | - | - |
| ----- | ----- | - | - | - | - | - | - | - |
| 3 537 | 3 566 | - | - | - | - | - | - | - |

### Enseignement
Laragne-Montéglin dépend de l'académie d'Aix-Marseille.
Elle gère une école maternelle publique de 97 élèves et une école élémentaire publique de 181 élèves.
Le conseil départemental des Hautes-Alpes gère le collège Les Hauts-de-Plaine, disposant d'un internat.

## Culture locale et patrimoine

### Lieux et monuments

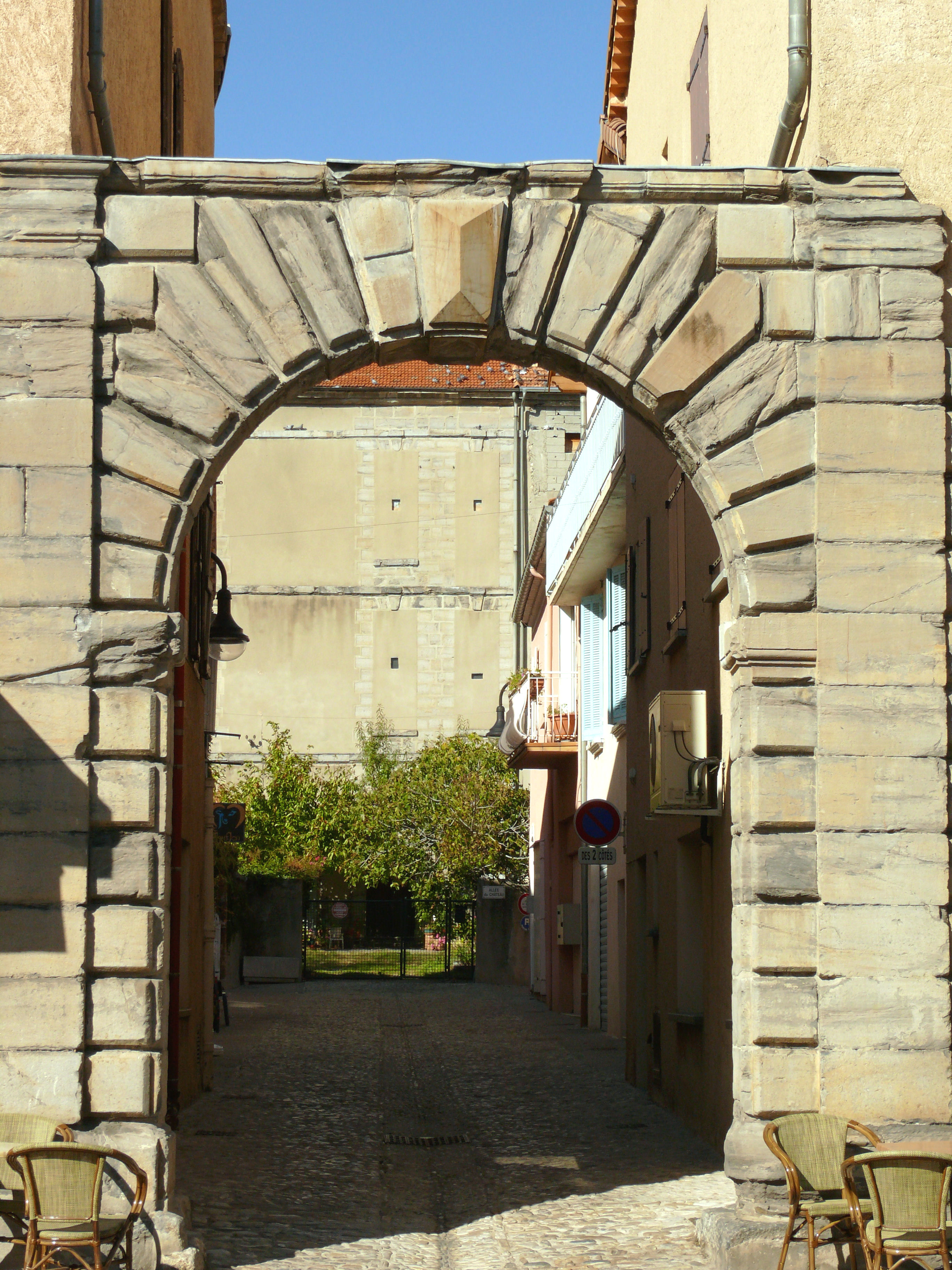
Château de Laragne.

- Depuis la montagne de Chabre (commune de Châteauneuf-de-Chabre), qui domine la ville, les « libéristes » de l'Europe entière s'élancent dans le ciel. Pour avoir accueilli en 1994 le championnat d'Europe d'aile delta, Laragne est devenue en effet la « capitale européenne du vol libre », un tremplin de décollage quasi permanent pour les parapentes et autres ailes deltas. Laragne a ainsi été le site choisi pour le championnat du monde de vol libre qui a eu lieu en juin 2009 et la finale des championnats de France de parapente de 2017.
- Avec son hôtel de ville à la façade rose, Laragne-Montéglin est une petite ville dotée de tous commerces ainsi que de nombreux cafés et d'une médiathèque. La vie culturelle à Laragne est dense, particulièrement durant la saison estivale : expositions, concerts, foires artisanales, conférences.
- La grosse église au clocher de style néo-roman remplace depuis le début du XXe siècle celle édifiée au XVIIe siècle. Elle possède, à l'intérieur, une nef très sobre mais éclairée de vitraux réalisés par la Maison Buche et Balmet de Grenoble, tous datés de 1902[22], qui représentent chacun un saint (saint Jean, saint Joseph, saint Léon, saint Louis ou saint François d'Assise).
- On trouve, derrière l'église, le jardin pédagogique Jean-Giono, spécialisé dans la flore locale.
- Au centre du village se trouve le château de Laragne-Monteglin, dont la structure et les tours d'angles se devinent dans les bâtisses qui l'englobent. Ce château fut construit dans la première moitié du XVIIe siècle par Gaspard de Perrinet, seigneur Protestant de Laragne. Vaste demeure dont les principaux attraits étaient ses jardins et la grande galerie d’apparat du deuxième étage, ornée de gypseries en mauvais état, de style parisien (lambris en gypserie)[23]. Le château est inscrit à l'inventaire des monuments historiques depuis 1996[24].

Déserté après la révocation de l'Édit de Nantes, le château a connu une période d'abandon, avant d'être morcelé en habitations particulières. La commune les achète depuis quelques années et une réhabilitation complète pourrait alors être envisagée. Actuellement[Quand ?], on ne visite que l'une de ses splendides caves voûtées, anciennement la boulangerie de la demeure, aujourd'hui transformée en un Musée. Une exposition permanente y relate la construction du château de 1609 à 1630 conjointement à de régulières expositions temporaires sur le patrimoine local ou des thèmes plus variés.
- La chapelle du centre hospitalier Buëch-Durance[25]. Les vitraux de 12 baies de la chapelle de l’hôpital spécialisé, conçus par J. Carlu architecte, ont été réalisés par Les Ateliers Loire en 1961[26]
- Signalons également l'église d'Arzelier, récemment restaurée avec le soutien de la Fondation du patrimoine.
- Église Saint-Marcellin d'Arzeliers.
- Église Saint-Martin-de-Tours (XVIIe siècle) à Laragne[27].
- Église Sainte-Marguerite à Montéglin.
- Chapelle Sainte-Madeleine de Laragne-Montéglin.
- Chapelle castrale d'Arzeliers.

### Personnalités liées à la commune
- Camille Albert (1852-1942), architecte.
- Lazare Digonnet (1864-1944), fondateur et négociant des Thés de l'Éléphant de Marseille, il est décédé dans cette commune le 31 Janvier 1944 chez ses cousins.
- Albert Spaggiari, malfaiteur, est né dans la commune le 14 décembre 1932. Il y est enterré.
- Henriette Martinez (née en 1949), députée UMP.
- Pierre Bini (1923-1991), footballeur.
- Auguste Truphème (né en 1932), ancien maire de la commune, ancien président du conseil général.
- Pierre Girardot (1913-2001), député de 1945 à 1981.
- Désiré Marcel (1913-2013), conseiller maître à la Cour des Comptes.
- Le cycliste Albert Carapezzi est né dans la commune en 1914.

### Héraldique
| Blason de Laragne-Montéglin | Blason  | D'or au lion de sable armé, lampassé et couronné de gueules, au chef d'azur chargé de trois croissants d'argent. |
| Blason de Laragne-Montéglin | Détails | Le statut officiel du blason reste à déterminer.                                                                 |